# Isophyllostreptus fangaroka
Isophyllostreptus fangaroka är en mångfotingart som först beskrevs av Henri Saussure och Leo Zehntner 1902.  Isophyllostreptus fangaroka ingår i släktet Isophyllostreptus och familjen Spirostreptidae. Inga underarter finns listade i Catalogue of Life.